# Sceptrophasma hispidulum
Sceptrophasma hispidulum är en insektsart som först beskrevs av James Wood-Mason 1873.  Sceptrophasma hispidulum ingår i släktet Sceptrophasma och familjen Diapheromeridae. Inga underarter finns listade i Catalogue of Life.